# Mercedes-Benz Classe C Coupé
Pour les articles homonymes, voir Classe C.
Pour un article plus général, voir Liste des véhicules Mercedes-Benz.
La Mercedes-Benz Classe C Coupé est une gamme d'automobile familiale du constructeur allemand Mercedes-Benz dérivée de la version berline de base. Trois générations se succèdent, lancées en 2000 et 2008 (Classe C Sportcoupé et Classe CLC - Type 203), en 2011 (Type 204) et enfin en 2016 (Type 205). À noter que la toute dernière Classe C sortie en 2021 (Type 206) n'est actuellement pas disponible en version coupé.

## Historique
La Classe C Coupé de Mercedes-Benz, se décline en trois générations qui ont toutes reçu un restylage.

### Résumé de la Classe C Coupé
| Générations                                      | Production            | Dérivés de chez Mercedes-Benz | Modèles similaires                                               |
| ------------------------------------------------ | --------------------- | ----------------------------- | ---------------------------------------------------------------- |
| CL203 (C Sportcoupé et CLC) (2000 - 2008 - 2011) | ~ 370 000 exemplaires | Type 203 (berline et break)   | BMW E46/2 ; BMW E92 ; Alfa Romeo Brera ; Volkswagen Scirocco III |
| C204 (2011 - 2016)                               |                       | Type 204 (berline et break)   | Volkswagen Scirocco III                                          |
| C205 & A205 (2016 - 2021)                        | Encore en production  | Type 205 (berline et break)   |                                                                  |

## 1regénération - Type 203(2000 - 2008)

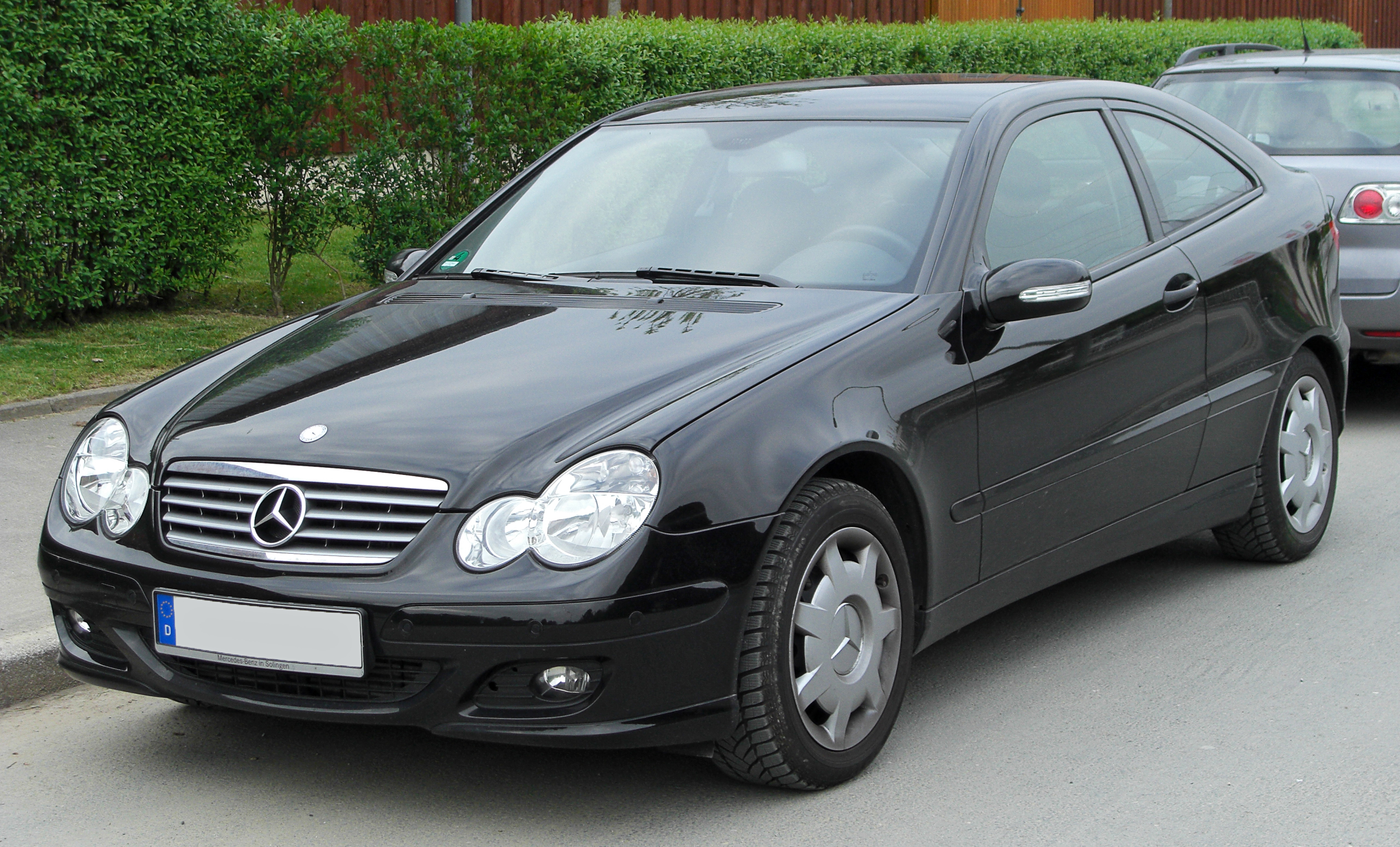
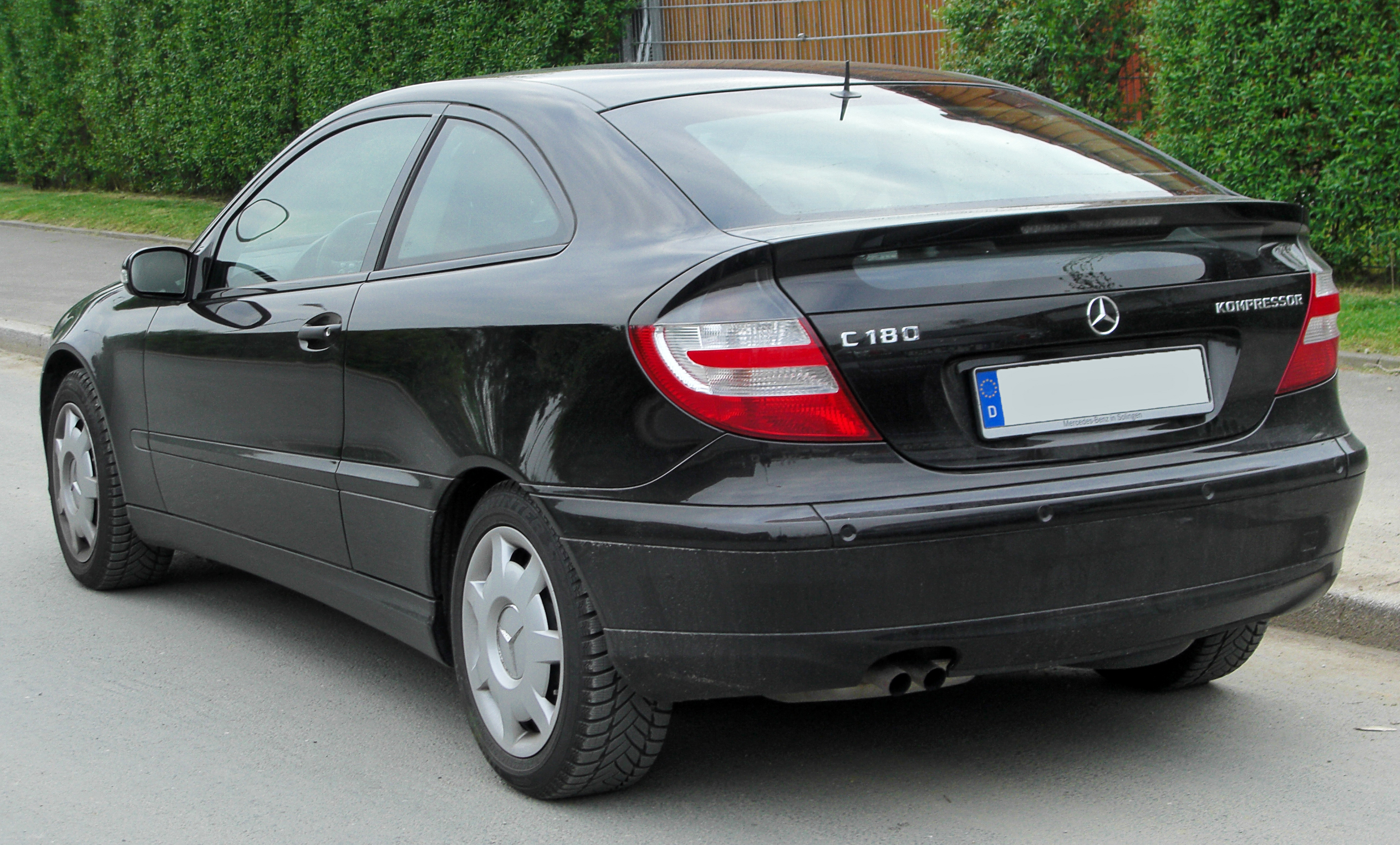

La Mercedes-Benz Classe C Sportcoupé Type 203 a été lancée en 2000 sur la base de la berline Classe C dont elle reprend une partie des motorisations, de certains éléments de carrosserie et de l'intérieur. En 2008, elle reçoit une refonte majeure.
La Mercedes-Benz Classe CLC Type 203 a été lancée en 2008 sur la base de la Classe C Sportcoupé dont elle reprend les motorisations et la carrosserie. Un gros restylage des faces avant et arrière a cependant été fait, ainsi de petits détails pour l'intérieur. La fabrication de ce modèle a été délocalisée au Brésil,,.

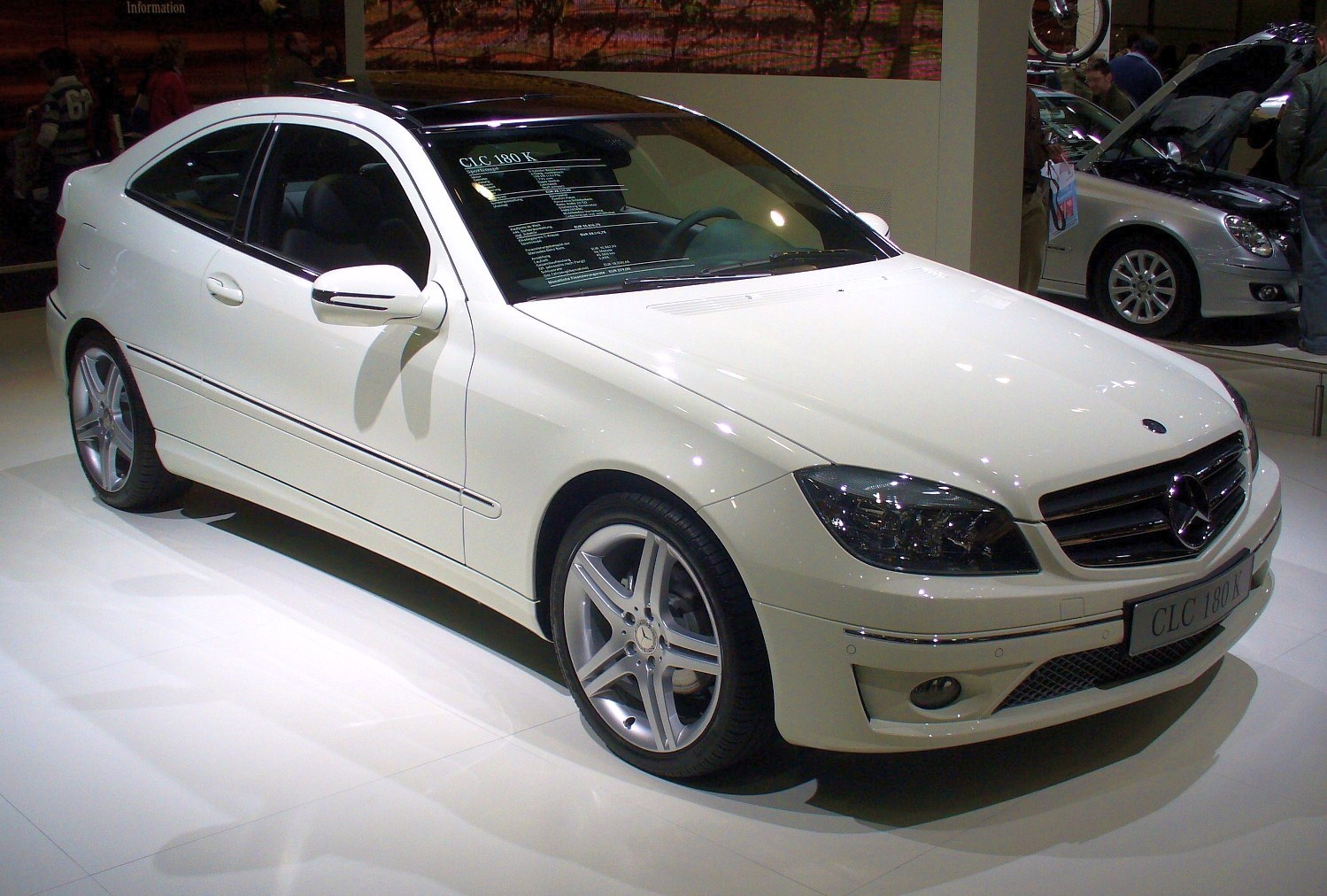
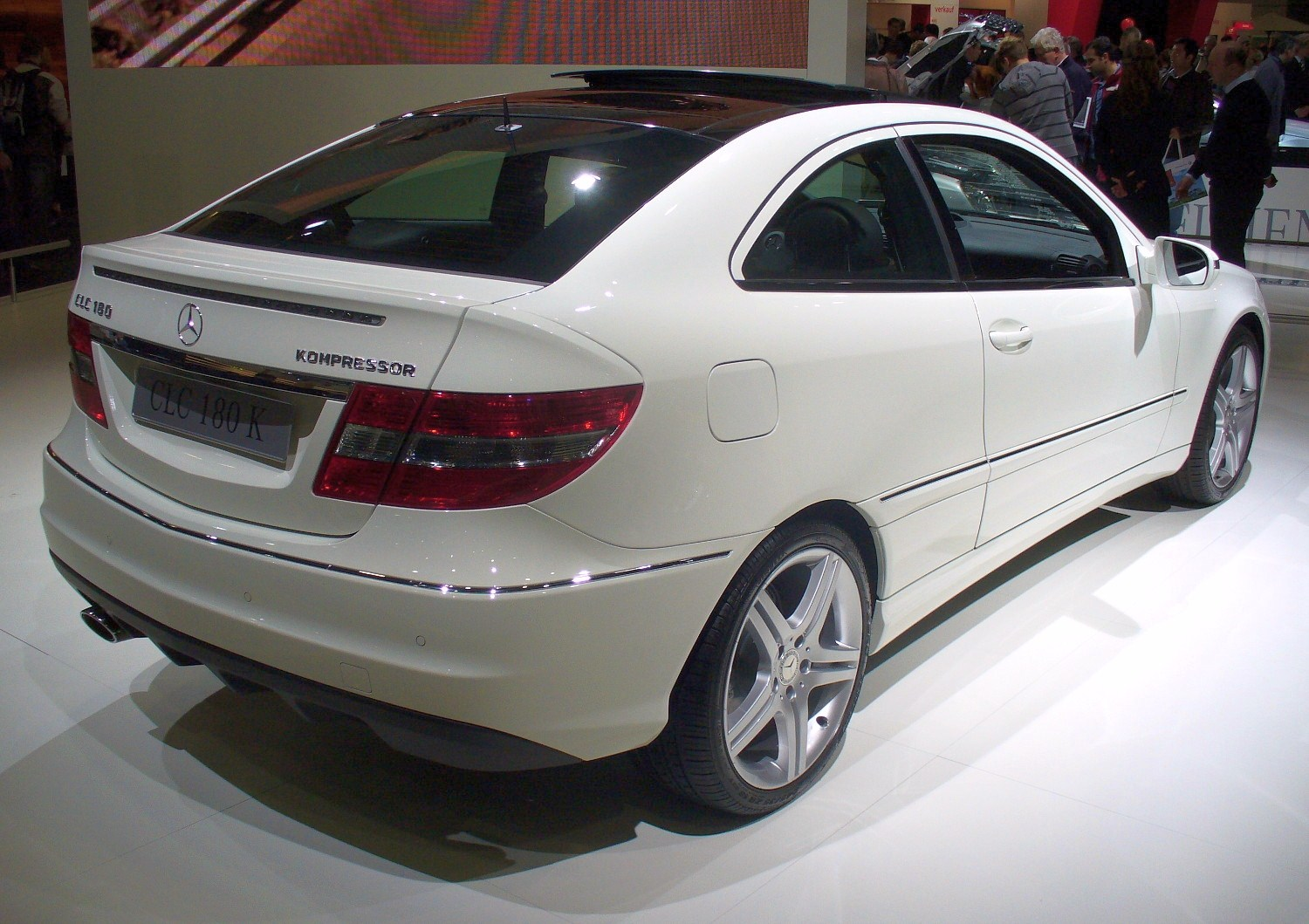

## 2egénération - Type 204(2011 - 2016)
La Classe C Coupé est lancé en 2011 afin de remplacé la Classe CLC. Elle garde la base de la berline Classe C Type 204.

## 3egénération - Type 205(2016 - 2021)
La Coupé Type 205 reprend la base de la Classe C berline lancée en 2015. Une variante cabriolet a également été proposée. Elles sont encore en commercialisation.